# Hannes Mlenek
Hannes Mlenek (* 30. Mai 1949 in Wiener Neustadt, Österreich) ist ein bildender Künstler, der in den Bereichen Malerei, Zeichnung und Installation tätig ist. Sein Werk lässt sich in den geistesgeschichtlichen Kontext der österreichischen Kunst nach 1945 einordnen.

## Leben
Hannes Mlenek wuchs nahe des Flugplatz Wiener Neustadt auf und besuchte Mitte der 1960er Jahre die Bundessportschule für Motor- und Segelflug Spitzerberg. Mlenek wollte Pilot werden, gab den Berufswunsch jedoch nach dem tödlichen Absturz eines engen Freundes auf. 1970 zog er nach Wien und wurde Gasthörer bei Adolf Frohner und Carl Unger an der Universität für angewandte Kunst. Seit 1976 arbeitet er als freischaffender Künstler in Wien und Niederösterreich.

## Werk
Mlenek begann seine künstlerische Laufbahn Mitte der 1970er Jahre mit Fokussierung auf die psychogrammatische Qualität der Zeichnung, die bis heute das zentrale Element seiner Kunst bildet. Anfang der 1980er-Jahre erweiterte er die klassische Kohlezeichnung, indem er mit Acrylfarbe eine Verbindung aus Linie und malerischer Geste schuf. In diesen frühen Werken erforschte Hannes Mlenek die Schattenseiten der menschlichen Psyche sowie das Groteske in seiner sozialkritischen Funktion.
Ende der 1980er Jahre änderte der Künstler seinen bisherigen Stil grundlegend. Angeregt durch die unbefangene Spontanität der Kinderzeichnungen seiner Tochter begann er die bis heute fortlaufende Serie der Kopffüßler. In dieser Phase entstanden auch erstmals stark abstrahierte Malereien und Zeichnungen mit zunehmend expressiven Duktus. Parallel dazu reduzierte Mlenek seine Farbpalette auf die Farben Schwarz, Grau, Blau und Rot. Als ein weiteres Merkmal kristallisierte sich das Großformat heraus, mit Bildflächen von bis zu über 30 Meter Länge - etwa in seiner Teppichinstallation Architettura del gesto präsentiert 2000 zur Architekturbiennale Venedig im Spazio Thetis.
Thematisch ist das Werk von Hannes Mlenek um den menschlichen Körper strukturiert. Seine Kunst steht damit in der Nachfolge des österreichischen Expressionismus sowie des Wiener Aktionismus, insbesondere in der fortwährenden Auseinandersetzung mit Körper, Sexualität und Identität.

„Mlenek setzt sich mit seinem, dem männlichen Körper, auseinander, macht dessen Fähigkeiten der körperlichen Veränderung durch Erregung, aggressives, forderndes, drängendes Verhalten ebenso zum Thema, wie die Vorstellung von einer möglichen rezeptiven, weiblichen Rolle“

## Institutionelle Ausstellungen
Nach seiner ersten Personale 1980 im Künstlerhaus Wien zeigten folgende Museen und Institutionen die Werke von Hannes Mlenek:
Albertina Wien, Leopold Museum Wien, Lentos Kunstmuseum Linz, Sammlung Essl Klosterneuburg, Museum Liaunig, Museum Angerlehner, STRABAG Kunstforum Wien, Klimt-Foundation Wien, BAWAG Foundation Wien, Frauenbad Baden (heute Arnulf Rainer Museum), Landesmuseum Niederösterreich St. Pölten, Lanserhaus Eppan in Südtirol, Europäische Zentralbank Frankfurt, Ursula Blickle Archiv Deutschland, Kunsthalle Bonn, Museum der Stadt Waiblingen, Horst-Janssen-Museum Oldenburg, Orangerie du parc de la tete Lyon, uvm.
Museale Soloausstellungen (Auswahl)
- 2000 Architettura del gesto im Spazio Thetis, im Rahmen der Biennale in Venedig
- 2002 Lineare Dynamik im Palais Liechtenstein, Feldkirch
- 2003 Spotlight im Rupertinum, Salzburg
- 2003 Wandfries, St. Stephan, Curhaus, Wien
- 2006 Transforming expressions im OÖ Kunstverein, Linz
- 2009 Nasca, all over the place im Künstlerhaus Wien
- 2013 Impact im Danubiana Meulensteen Art Museum, Bratislava
- 2019 Hannes Mlenek. Der Erreger im Museum Angerlehner, Thalheim bei Wels
- 2019 Transforming Walls - Eine Provokation in der Grenzkunsthalle, Jennersdorf
- 2024 Homo Humanus im Danubiana Meulensteen Art Museum, Bratislava
- 2025 Das Floß der Medusa. Sammlung Werner Trenker im Künstlerhaus Wien

Mit mehr als hundert Ausstellungen war Mlenek seit 1978 zudem in Galerien und international auf Kunstmessen, u. a. der Art Basel, Art Karlsruhe, Art Frankfurt, FIAC Paris, Contemporary Art Fair Palm Beach, India Art Fair New Delhi sowie der Art Central Hong Kong, vertreten.

## Installative Projekte
Seit den 2000er-Jahren erweitert Hannes Mlenek sein Schaffen zunehmend um raumbezogene Interventionen und Kunst im öffentlichen Raum.  

„Der Raum, auch als Realraum, spielt im Werk von Hannes Mlenek seit jeher eine große Rolle und so entwickelt er seine Malerei auch als Installation, ob als raumgliedernde Wand (Transforming Walls) oder gleich direkt in die Landschaft (Airfield Transboundary) oder als große Stelen […]“

2004 realisierte Hannes Mlenek die Rauminstallation Transforming Walls im Wiener MuseumsQuartier, Forum Quartier 21. Sie gilt als Schlüsselwerk des Künstlers und bestand aus zwei 18 × 4 Meter großen Leinwänden mit Durchgängen, die einen architektonischen Raumkörper bildeten. Der reduzierte Farbgebrauch in Schwarz-Weiß und der dynamische Malstil setzen Mleneks Tendenz fort, die Linie über die Bildfläche hinaus in den Raum zu erweitern.
2010 konzipierte Hannes Mlenek im Zuge des Waldviertel Viertelfestivals das Land-Art-Projekt Airfield Transboundary. Inspiriert von den Geoglyphen der Nazca-Kultur, schuf Mlenek fünf monumentale Werke auf Leinwand und Vinylnetzen, welche eine Fläche von rund 2.700 Quadratmetern einnahmen. Aufgrund der enormen Dimensionen konnten die Kunstwerke in ihrer Gesamtheit nur aus der Luft betrachtet werden. Ein Ausstellungsbesuch erstreckte sich daher als Rundflug in die Landschaft des nördlichen Waldviertels und in den südlichen Teil Tschechiens.
2014 präsentierte das Leopold Museum in Wien die Ausstellung Linie & Form, die hundert ausgewählte Meisterzeichnungen zeigte, darunter Werke von Künstlern wie Gustav Klimt, Egon Schiele und Arnulf Rainer. Mlenek wurde eingeladen mit seiner Installation Seismogramm der Erregung die Ausstellung künstlerisch zu begleiten. Es entstanden mehrere in-situ Wandzeichnungen, welche von einer 4,30 × 2,10 Meter großen Skulptur in Form einer Hand komplettiert wurden.
Seit 2016 arbeitet Hannes Mlenek im letzten noch erhaltenen Pavillon der Praterateliers (Bildhauerateliers des Bundes), welche im Zuge der Weltausstellung 1873 im Wiener Prater erbaut wurden. Bereits Ende des 19. Jahrhunderts wurde das Ensemble von Künstlerinnen und Künstlern genutzt; u. a. Fritz Wotruba, Anton Hanak, Karl Prantl und Alfred Hrdlicka schufen hier ihre Werke. Heute unternimmt Hannes Mlenek in seinem Atelier laufend Projekte, darunter 2018 das Projekt Arche – Eine Überlebensstrategie. Herzstück der Installation waren neben monumentalen Wandzeichnungen zwei 11 Meter hohe „Geschlechtertürme“ als skulpturale Auseinandersetzung mit der Körperlichkeit und der Gleichwertigkeit der Geschlechter.
Darüber hinaus realisierte Mlenek Installationen in prominenten Sakralbauten: 2007 die Intervention Crying Flags im Kirchenschiff der Johanniterkirche Feldkirch, 2009 die mehrteilige Installation Palimpsest im Altarraum der Wiener Karlskirche, 2013 die Fassadenintervention Where the Thought Leaves the Line an der Wiener Votivkirche, sowie 2002 eine Installation in der säkularisierten Dominikanerkirche St. Peter an der Sperr, Wiener Neustadt.

## Auszeichnungen (Auswahl)
- 1978 Förderungspreis der Zentralsparkasse der Stadt Wien
- 1981 Anerkennungspreis des Landes Niederösterreich[10]
- 1981 Arbeitsstipendium der Stadt Wien
- 1982 Staatsstipendium Bildende Kunst[11]
- 1984 Förderungspreis des Landes Niederösterreich[10]
- 1985 Förderungspreis der Stadt Wien[11]
- 1990 Anerkennungspreis der Stadt Wiener Neustadt
- 2013 Österreichisches Ehrenkreuz für Wissenschaft und Kunst
- 2019 Großes Ehrenzeichen für Verdienste um das Bundesland Niederösterreich[12]